# Peruíbe (ort)
Peruíbe är en ort i Brasilien.   Den ligger i kommunen Peruíbe och delstaten São Paulo, i den sydöstra delen av landet, 1 000 km söder om huvudstaden Brasília. Peruíbe ligger 11 meter över havet och antalet invånare är 63 030.
Terrängen runt Peruíbe är kuperad åt sydväst, men åt nordost är den platt. Havet är nära Peruíbe åt sydost. Det finns inga andra samhällen i närheten.